# Коммуна (Ульяновская область)
Коммуна — поселок в составе Спешнёвского сельского поселения Кузоватовского района Ульяновской области. 

## География
Находится на расстоянии примерно 38 километров по прямой на север-северо-восток от районного центра поселка Кузоватово.

## История
В поздний советский период работал колхоз им. XX съезда КПСС.

## Население
Население составляло 71 человек в 2002 году (92% русские), 31 по переписи 2010 года.